# Nicolau Patusco
Nicolau Patusco é um personagem Disney criado por Carl Barks. É irmão de Fergus Mac Patinhas e tio do Tio Patinhas. É filho de Chico Mac Patinhas e Maria Patilha.
Nasceu em 1846, em Glasgow. Foi mencionado na história "O Trenzinho da Alegria" de 1952, na qual o Pato Donald se veste como Nicolau Patusco a fim de convencer o Tio Patinhas a doar dinheiro para a caridade.
O personagem foi usado depois por Don Rosa e aparece em 3 dos 12 capítulos da A Saga do Tio Patinhas. Viveu na mesma casa que seu irmão Fergus MacPatinhas e ajudou Fergus e sua esposa a criarem seus filhos. Estabeleceu-se no Castelo do clã MacPatinhas com seu irmão em 1885. Entretanto, parece que em 1902, Nicolau já não vivia mais lá.
A data de sua morte é desconhecida mas parece que o Tio Patinhas e Donald acreditavam que ele ainda estava vivo em 1952.

## Nomes em outros idiomas
- Alemão: Jakob "Jungerpel" Duck
- Dinamarquês: Jakob von And
- Finlandês: Jake MacAnkka
- Francês: Oncle Jack Mc Picsou
- Grego: Ιάκωβος Μακ Ντακ
- Holandês: Jacob McDuck
- Inglês: Jake McDuck
- Italiano: Jake de Paperoni
- Norueguês: Jacob McDuck
- Polonês: Nerwus McKwacz
- Sueco: Jakob von Anka